# Bobby Craig (cầu thủ bóng đá, sinh năm 1928)
Robert Craig (16 tháng 6 năm 1928 – 2016) là một cầu thủ bóng đá người Anh thi đấu ở vị trí hậu vệ cho Sunderland.